# أنور أيت الحاج
أنور أيت الحاج (مواليد 20 أبريل 2002) هو لاعب كرة قدم بلجيكي يلعب في مركز الخط الوسط في نادي رويال أندرلخت.